# Gaetano Lo Presti
Gaetano Lo Presti (Palermo, 1956 – Palermo, 16 dicembre 2008) è stato un mafioso italiano.

## Biografia
Mafioso attivo in Sicilia, dopo l'arresto di Bernardo Provenzano era stato nominato capo mandamento di Porta Nuova da Salvatore Lo Piccolo, e faceva parte della frangia dei "dissidenti" di Matteo Messina Denaro. Già indagato per tangenti nel 1992, è stato arrestato il 16 dicembre 2008 nell'ambito dell'operazione Perseo, si è ucciso impiccandosi in cella nella casa circondariale "Pagliarelli", posta nell'omonima frazione di Palermo.
L'operazione era stata mirata a impedire il riformarsi della "Cupola", come programmato da Pino Scaduto e altri capi mandamento.